# Pepita Alcácer
Josepa Alcácer Soler, més coneguda com a Pepita Alcácer   (València, 19 de març de 1877 - València, 5 de desembre de 1973), va ser una actriu i cantant valenciana, coneguda per la pel·lícula Les Barraques (1925).

### Filmografia
- Les Barraques  (1925)